# Communauté d'agglomération Saint-Germain Seine et Forêts
La Communauté d'agglomération Saint-Germain Seine et Forêts est une ancienne structure intercommunale française, située dans le département des Yvelines et la région Île-de-France. 
Elle est officiellement créée le 1er janvier 2014 en tant que communauté de communes, avant de devenir une communauté d'agglomération le 1er janvier 2015.
Le 1er janvier 2016, elle fusionne avec la communauté de communes Maisons-Mesnil, la communauté d'agglomération de la Boucle de la Seine pour former la communauté d'agglomération Saint-Germain Boucles de Seine, qui comprend également la commune de Bezons.

## Composition
La communauté regroupait dix communes :
| Nom                           | Code Insee | Gentilé         | Superficie (km2) | Population (dernière pop. légale) | Densité (hab./km2) |
| ----------------------------- | ---------- | --------------- | ---------------- | --------------------------------- | ------------------ |
| Saint-Germain-en-Laye (siège) | 78551      | Saint-Germanois | 51,94            | 39 540 (2014)                     | 761                |
| Aigremont                     | 78007      | Aigremontois    | 3,00             | 1 122 (2014)                      | 374                |
| Chambourcy                    | 78133      | Camboriciens    | 7,87             | 5 792 (2014)                      | 736                |
| L'Étang-la-Ville              | 78224      | Stagnovillois   | 5,38             | 4 743 (2014)                      | 882                |
| Fourqueux                     | 78251      | Fourqueusiens   | 3,67             | 4 016 (2014)                      | 1 094              |
| Louveciennes                  | 78350      | Louveciennois   | 5,37             | 7 059 (2014)                      | 1 315              |
| Le Pecq                       | 78481      | Alpicois        | 2,84             | 16 328 (2014)                     | 5 749              |
| Le Port-Marly                 | 78502      | Marlyportains   | 1,44             | 5 413 (2014)                      | 3 759              |
| Mareil-Marly                  | 78367      | Mareillois      | 1,77             | 3 562 (2014)                      | 2 012              |
| Marly-le-Roi                  | 78372      | Marlychois      | 6,54             | 16 331 (2014)                     | 2 497              |

## Démographie
| 2011    | 2012    |
| ------- | ------- |
| 105 397 | 103 874 |

## Compétence
Elle agit en lieu et place des communes qui lui transfèrent des compétences, inscrites dans ses statuts.

## Fonctionnement

### Le siège
Le siège se trouvait à Saint-Germain-en-Laye.

### Les élus
Le conseil communautaire  est composé de 40 membres issus des 10 communes. Il y a 9 vice-présidents. Les membres du conseil communautaire sont répartis de la manière suivante : 
- Aigremont : 2 sièges
- Mareil-Marly : 2 sièges
- Fourqueux : 2 sièges
- L'Étang-la-Ville : 2 sièges
- Le Port Marly : 2 sièges
- Chambourcy : 3 sièges
- Louveciennes : 3 sièges
- Le Pecq : 6 sièges
- Marly le Roi : 6 sièges
- Saint-Germain-en-Laye : 12 sièges

Le 9 janvier 2014, le conseil communautaire élit à sa présidence Jean-Yves Perrot, maire UMP de Marly-le-Roi.